# Перович, Славко
Сла́вко Пе́рович (серб. Славко Перовић / Slavko Perović; 9 июня 1989, Крагуевац, СФРЮ) — сербский футболист, нападающий.

## Карьера
Проходил подготовку в школах команд «Раднички», «Обилич» и «Црвены Звезды». Начал карьеру в «Обиличе», а затем перешёл в стан «звездарей». Дважды отправлялся в аренду, с 2011 года выступал за «Рад».
С 2015 года выступает за «Аланьяспор».